# Бенн, Готфрид
Го́тфрид Бенн (нем. Gottfried Benn; 2 мая 1886, Путлиц, Германия — 7 июля 1956, Западный Берлин) — немецкий эссеист, новеллист и поэт-экспрессионист, врач. Сначала был сторонником, а затем критиком нацистского режима. Бенн оказал большое влияние на немецкую литературу до- и посленацистского периода. Лауреат премии Георга Бюхнера.

## Биография
Готфрид Бенн родился в семье лютеранского пастора. После учёбы в гимназии в Зеллине и Франкфурте-на-Одере поступил на теологический факультет Марбургского университета, затем в Берлинскую Академию им. Фридриха Вильгельма, которую Бенн окончил с дипломом «Доктора медицины и хирургии». Работал психиатром, патологоанатомом, хирургом.
Бенн получил известность поэта-экспрессиониста ещё до Первой мировой войны, опубликовав небольшой сборник стихов («Морг», 1912), связанных с физическим разложением трупов, за что подвергался нападкам со стороны моралистов.
Его поэзия относится к жанру интровертного нигилизма: философия экзистенциализма, в которой имеется лишь одно действие — целенаправленность автора. В ранних работах Бенн активно применял свои медицинские знания, чем демонстрировал читателю гнилую концепцию человечества, приравнивая его к животному миру.Джон Коллинз (Bullock & Woodings, 1984, p. 61).
В армию Бенн был зачислен в 1914 году, служил короткое время на бельгийском фронте в качестве военного врача. После войны его стихи были включены в легендарную экспрессионистскую антологию «Сумерки человечества» (1919).
Враждебно относился к Веймарской Республике, игнорировал марксизм и американизм. Небольшой период времени Бенн симпатизировал национал-социализму, считая его единственной надеждой на спасение человечества, однако вскоре признал абсурдность идеи и начал писать в немецкие газеты антинацистские статьи, за что был запрещён к печати. При этом Бенн одобрительно оценил книгу «Восстание против современного мира» (1934) итальянского мыслителя Юлиуса Эволы (однако позже переписка с ним по инициативе самого же Бенна была прервана).
Во время Второй мировой войны Бенн был отправлен в гарнизоны Восточной Германии, где писал стихи и эссе. После войны его работы были запрещены силами союзников из-за того, что поэт отказался бежать из гитлеровской Германии и якобы приветствовал власть. На самом деле, сложные отношения между НСДАП и поэтом постоянно ухудшались вплоть до полного запрета публикации внутри страны, о чём свидетельствует автобиография «Двойная жизнь». Сам Бенн состоял в партии лишь несколько месяцев, на собрания не ходил и не интересовался идеологией. К началу пятидесятых стихи Бенна снова допустили к печати. В 1951 году поэт получил премию Георга Бюхнера.
Умер доктор Бенн 7 июля 1956 года от рака костей в Западном Берлине. Похоронен на Далемском лесном кладбище в Далеме.

## Бенн и национал-социализм
Готфрид Бенн отказался покидать Германию после прихода к власти национал-социалистов, хотя это сделали многие представители творческой элиты и интеллигенции. Бенн был включён в состав поэтической секции Прусской Академии в 1932 году и назначен её руководителем в феврале 1933 года. Однако он не оправдал ожиданий национал-социалистов, за что был исключён из Академии в июне того же года. «Я не состоял ни в каких партиях или ложах, хотя в некоторые периоды жизни находился с ними в некоем подобии отношений, что оказывалось иногда полезным» — писал Бенн в книге «Двойная жизнь». В мае 1936 года официальная газета СС «Чёрный корпус» признала его экспрессионистскую и экспериментальную поэзию «вырожденной, еврейской и гомосексуалистской». Летом 1937 года Вольфганг Виллрих, член СС, высмеял Бенна в своей книге Säuberung DES Kunsttempels; Генрих Гиммлер, однако, вынес выговор Виллриху и поддержал Бенна по причине его хорошей репутации с 1933 года (раннее его творчество не имело для Гиммлера никакого значения). Но уже в 1938 году Национал-социалистическая ассоциация авторов (Reichsschrifttumskammer) запретила Бенну писать.

## Влияние
Несмотря на весомый вклад в поэзию XX века, Готфрид Бенн по-прежнему мало известен широкой публике, особенно в России.

## Издания на русском языке
- Готфрид Бенн. Собрание стихотворений / Сост., предисл., примеч. и пер. с нем. В. Л. Топорова. — СПб.: Изд. группа «Евразия», 1997.
- Готфрид Бенн. Стихи / Пер. с нем. О. Татариновой и В. Вебера; Вступ. ст. В. Вебера; Послесл. О. Татариновой. — М.: Вест-Консалтинг, 2007. — 66 с. — Библиотека журнала «Футурум АРТ». — ISBN 5-85667-112-X.
- Готфрид Бенн. Двойная жизнь. Проза. Эссе. Избранные стихи / Сост. И. Болычев и В. Вебер; Пер. с нем. С. Аверинцева, А. Белобратова и др. — Аугсбург: Waldemar Weber Verlag; М.: Lagus-Press, 2008. — 599 с.
- Готфрид Бенн. Перед концом света. Сборник стихотворений / Пер. с нем. В. Микушевича. — СПб.: Владимир Даль, 2008. — 294 с. ISBN 978-5-93615-081-4